# Campeonato Paulista de Futebol de 1967 - Primeira Divisão
O Campeonato Paulista de Futebol de 1967 - Primeira Divisão foi a 21.ª edição do torneio promovida pela Federação Paulista de Futebol, e equivaleu ao segundo nível do futebol no estado de São Paulo. O XV de Piracicaba conquistou o título, e foi promovido à Primeira Divisão de 1968.

## Participantes
| - Andradina (Andradina) - Barretos (Barretos) - Batatais (Batatais) - Bragantino (Bragança Paulista) - Corinthians-PP (Presidente Prudente) - Esportiva (Guaratinguetá) - Estrada (Sorocaba) - Ferroviária (Botucatu) - Ferroviário (Araçatuba) - Francana (Franca) - Internacional (Limeira) | - Ituveravense (Ituverava) - Jabaquara (Santos) - Jaboticabal (Jaboticabal) - Linense (Lins) - Nacional (São Paulo) - Noroeste (Bauru) - Orlândia (Orlândia) - Palmeiras (São João da Boa Vista) - Paulista (Jundiaí) - Ponte Preta (Campinas) | - Rio Preto (São José do Rio Preto) - Saad (São Caetano do Sul) - Santacruzense (Santa Cruz do Rio Pardo) - São Carlos Clube (São Carlos) - São José (São José) - Taquaritinga (Taquaritinga) - Taubaté (Taubaté) - XV de Jaú (Jaú) - XV de Piracicaba (Piracicaba) - Votuporanguense (Votuporanga) |  |

## Forma de disputa
Na primeira fase as 31 equipes foram divididas em 2 séries com 2 grupos cada, com as seguintes denominações
- Primeira Série: Grupo "General Sizeno Sarmento" (A) e Grupo "Paulo Machado de Carvalho" (B)
- Segunda Série: Grupo "José Ermínio de Moraes Filho" (C) e Grupo "João Havelange" (D) 
  - Após disputa por pontos corridos em turno e returno, os dois primeiros colocados de cada grupo avançaram para a semifinal, que foi disputada em partidas eliminatórias, em "melhor de 3 pontos"
  - Os 4 times classificados disputaram a fase final em grupo único por pontos corridos

## Semifinal
1º A x 2º C

Bragantino 2 – 1 Noroeste

Bragantino 3 – 0 Noroeste

1º B x 2º D

XV de Piracicaba 3 – 1 Votuporanguense

XV de Piracicaba 0 – 0 Votuporanguense

1º C x 2º A

Ferroviário 2 – 0 Nacional (SP)

Ferroviário 1 – 4 Nacional (SP)

Prorrogação: Ferroviário 1 x 0 Nacional (SP)

1º D x 2º B

Barretos 1 – 1 Paulista

Barretos 2 – 4 Paulista

## Fase final
| 1 de dezembro de 1967 | Bragantino                 | 2 – 1 | Paulista        | Pacaembu, São Paulo                                |
|                       | Neivaldo 22' · Osvaldo 41' |       | Tião Macalé 53' | Renda: NCr$ 18.893,00 Árbitro: Romualdo Arpi Filho |

| 3 de dezembro de 1967 | XV de Piracicaba        | 2 – 1 | Ferroviário | Pacaembu, São Paulo                                |
|                       | Amauri 19' · Wagner 37' |       | Mario 57'   | Renda: NCr$ 7.252,50 Árbitro: Olten Aires de Abreu |

| 6 de dezembro de 1967 | XV de Piracicaba | 3 – 0 | Bragantino | Piracicaba, São Paulo                               |
|                       | Picolé 2' 9' 72' |       |            | Renda: NCr$ 23.257,00 Árbitro: Romualdo Arppi Filho |

| 7 de dezembro de 1967 | Paulista                     | 2 – 0 | Ferroviário | Pacaembu, São Paulo                           |
|                       | Raimundinho 33' · Djalma 88' |       |             | Renda: NCr$ 3.473,50 Árbitro: Armando Marques |

| 10 de dezembro de 1967 | Bragantino                   | 4 – 2 | Ferroviário             | Bragança Paulista, São Paulo                     |
|                        | Neivaldo (2), Sérgio e Bimba |       | Aracito (penal) e Mário | Renda: NCr$ 828,50 Árbitro: Olten Aires de Abreu |

| 14 de dezembro de 1967 | Paulista       | 1 – 0 | XV de Piracicaba | Pacaembu, São Paulo                            |
|                        | Mazzolinha 86' |       |                  | Renda: NCr$ 54.688,00 Árbitro: Armando Marques |

| 1 | Bragantino       | 4 |
| 1 | Paulista         | 4 |
| 1 | XV de Piracicaba | 4 |
| 4 | Ferroviário      | 0 |

Com a igualdade de pontos entre Bragantino, Paulista e XV de Piracicaba, e sem os atuais critérios de desempate, um triangular decisivo foi marcado com as três equipes, já no ano de 1968.

## Triangular decisivo
| 11 de janeiro de 1968 | XV de Piracicaba      | 2 – 0 | Paulista | Pacaembu, São Paulo                            |
|                       | Piau 64' · Amauri 90' |       |          | Renda: NCr$ 63.650,00 Árbitro: Armando Marques |

| 14 de janeiro de 1968 | Bragantino | 1 – 0 | Paulista | Pacaembu, São Paulo                         |
|                       | Luizão 33' |       |          | Renda: NCr$ 42.400,00 Árbitro: José Astolfi |

| 17 de janeiro de 1968 | XV de Piracicaba             | 4 – 3 | Bragantino        | Pacaembu, São Paulo                            |
|                       | Amauri · Joaquinzinho · Piau |       | Neivaldo · Luizão | Renda: NCr$ 45.518,00 Árbitro: Armando Marques |

XV de Piracicaba: Claudinei, Neves, Piloto, Protti e Zé Carlos; Hidalgo e Eli Cotucha; Amauri, Joaquinzinho, Varner e Piau. Técnico: Armando Renganeshi

Bragantino: Ronaldo, Luisinho, Luisão, Valter e Lever; Sérgio e Hélio Burini; Faustino, Neivaldo, Vanderlei e Osvaldo. Técnico: Rui Souza
| 1 | XV de Piracicaba | 4 |
| 2 | Bragantino       | 2 |
| 3 | Paulista         | 0 |

## Premiação
| Campeonato Paulista de 1967 - Primeira Divisão |
| ---------------------------------------------- |
| XV de Piracicaba Campeão (3º título)           |